# Arrabiadaeamyia serrata
Arrabiadaeamyia serrata är en tvåvingeart som beskrevs av Maia 2001. Arrabiadaeamyia serrata ingår i släktet Arrabiadaeamyia och familjen gallmyggor. Inga underarter finns listade i Catalogue of Life.